# ArmeniaNow.com
ArmeniaNow.com — интернет-СМИ армянской некоммерческой организации New Times Journalism Training Center, которая находится в Ереване, Армения.

## Награды
Репортёры ArmeniaNow.com Арпи Арутюнян и Марианна Григорян в 2007 победили в конкурсе Награды за освещение биологического многообразия на Кавказе (Biodiversity Reporting Award) и получили денежную премию на церемонии награждения в Тбилиси. Поощрительную премию получила репортёр ArmeniaNow.com Гаянэ Мкртчян. Организация ICFJ организовала конкурс в 2007 году для журналистов из Грузии, Азербайджана, Армении и России. Григорян и Арутюнян победили за освещение ситуации после разрешения армянского Министерства охраны окружающей среды на добычу меди в ущерб лесам и долинам в Северной Армении, и соответствующей реакции среди экологов и общественных организаций. Конкурс проходил при поддержке Фонда сотрудничества для сохранения экосистем, находящихся в критическом состоянии (CEPF).

Эти журналисты являются ведущими в освещении окружающей среды и сохранении дикой природы— Роб Тейлор, директор программ Международного центра для журналистов (ICFJ)
Репортёр ArmeniaNow.com Арпи Арутюнян в 2008 победила в конкурсе Награды за освещение биологического многообразия на Кавказе (Biodiversity Reporting Award) и получила денежную премию в размере 1000 долларов за статью «Конфликт между человеком и животными. Животный мир Армении в опасности». Премию вручили в Ереване Международный центр журналистов совместно с Фондом сотрудничества для сохранения экосистем, находящихся в критическом состоянии (CEPF).